# Martin Gorski

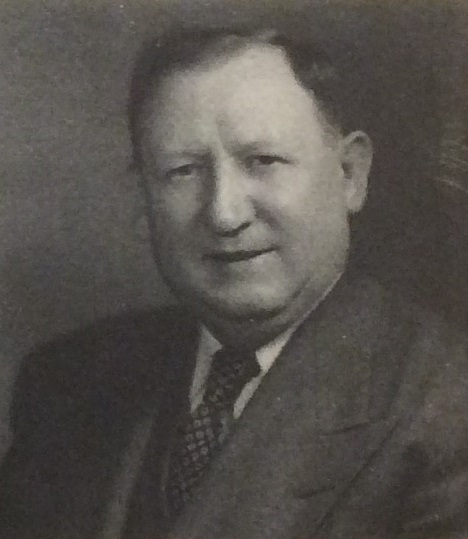
Martin Gorski

Martin Gorski (* 30. Oktober 1886 im heutigen Polen; † 4. Dezember 1949 in Chicago, Illinois) war ein US-amerikanischer Politiker. Von 1943 bis 1949 vertrat er den Bundesstaat Illinois im US-Repräsentantenhaus.

## Werdegang
Im Jahr 1889 kam Martin Gorski mit seinen Eltern aus seiner polnischen Heimat nach Chicago, wo er später die öffentlichen Schulen besuchte. Dort absolvierte er auch eine Handelsschule. Nach einem Jurastudium an der Chicago Law School und seiner 1917 erfolgten Zulassung als Rechtsanwalt begann er in Chicago in diesem Beruf zu arbeiten. In den Jahren 1918 bis 1920 fungierte er dort als stellvertretender Staatsanwalt. Von 1929 bis 1942 war er als Master in Chancery am Gericht im Cook County angestellt. Gleichzeitig schlug er als Mitglied der Demokratischen Partei eine politische Laufbahn ein.
Bei den Kongresswahlen des Jahres 1942 wurde Gorski im vierten Wahlbezirk von Illinois in das US-Repräsentantenhaus in Washington, D.C. gewählt, wo er am 3. Januar 1943 die Nachfolge des zurückgetretenen Harry P. Beam antrat. Nach drei Wiederwahlen konnte er bis zu seinem Tod am 4. Dezember 1949 im Kongress verbleiben. Ab 3. Januar 1949 vertrat er dort den fünften Distrikt seines Staates. Bis 1945 war auch die Arbeit des Kongresses von den Ereignissen des Zweiten Weltkrieges geprägt. Danach begann der Kalte Krieg, dessen Beginn Gorski noch miterlebte.